# Гарман, Ральф
Ральф Гарман (англ. Ralph Garman; род. 17 ноября 1964, Филадельфия, Пенсильвания, США) — американский актёр, комик и радиоведущий. Наиболее известен по творческому сотрудничеству с Кевином Смитом и озвучиванию мультсериала «Гриффины».

## Биография

### Ранняя жизнь
Родился 17 ноября 1964 года в Филадельфии. Окончил частный римско-католический университет ЛаСалль со степенью бакалавра искусств.

### Начало и развитие карьеры
Начал актёрскую карьеру ещё в 1980-х, появившись в массовке фильма-слэшера «Незнакомец», и в последующие годы снимаясь в эпизодах сериалов. Первую известность получил в качестве ведущего радиопрограммы «Шоу Джо Шмо» (2003—2004).

### «Гриффины»
С 2001 Гарман начал работать над мультсериалом «Гриффины», сыграв Дастина Хоффмана в эпизоде «The Kiss Seen Around the World». Всего с его участием вышло 192 эпизода, он пародировал таких известных личностей, как Арнольд Шварценеггер, Чарльз Бронсон, Майкл Чиклис и многие другие. В 2012 озвучил видеоигру «Family Guy: Back to the Multiverse».

### Работа с Кевином Смитом
С 2010 Ральф Гарман и режиссёр Кевин Смит вели еженедельное радиошоу «Hollywood Babble-On». В 2012 Гарман и Смит вели переговоры с телеканалом, название которого осталось в тайне, о переходе шоу в телевизионный формат. В ноябре 2013 постановкой шоу заинтересовался канал AMC, который даже заказал пилотный эпизод, однако в конце конов, шоу так и не было снято.
В 2014 было анонсировано, что Гарман и Кевин Смит работают над комиксом-кроссовером «Batman 66 meets the Green Hornet», главными которого являются Бэтмен и Зелёный Шершень.
Также Ральф Гарман снимался в таких фильмах Смита, как «Красный штат» (2011), «Бивень» (2014), «Йоганутые» (2016) и «Джей и Молчаливый Боб: Перезагрузка» (2019).

## Личная жизнь
В апреле 2005 женился на Кэри Уотсон (англ. Kari Watson).

## Фильмография
| Год       |    | Русское название                    | Оригинальное название             | Роль                        |
| --------- | -- | ----------------------------------- | --------------------------------- | --------------------------- |
| 1981      | ф  | Незнакомец                          | The Prowler                       | гость на вечеринке          |
| 1999      | с  | Зачарованные                        | Charmed                           | ди-джей                     |
| 2001—2005 | с  | Полиция Нью-Йорка                   | NYPD Blue                         | офицер Груден               |
| 2001—2024 | мс | Гриффины                            | Family Guy                        | разные роли, озвучивание    |
| 2002      | с  | Сильное лекарство                   | Strong Medicine                   | Дрэтч                       |
| 2005      | ф  | Деньги на двоих                     | Two for the Money                 | Реджи                       |
| 2008      | ф  | На крючке                           | Eagle Eye                         | ведущий новостей            |
| 2009      | мс | Шоу Кливленда                       | The Cleveland Show                | Чендлер, озвучивание        |
| 2010      | тф | Акулосьминог                        | Sharktopus                        | пират Джек                  |
| 2011      | ф  | Красный штат                        | Red State                         | Калеб                       |
| 2012      | ф  | Третий лишний                       | Ted                               | Стив Беннет                 |
| 2012      | с  | Кости                               | Bones                             | Морган Доннелли             |
| 2014      | ф  | Миллион способов потерять голову    | A Million Ways to Die in the West | Дэн                         |
| 2014      | ф  | Бивень                              | Tusk                              | детектив Фрэнк Гармин       |
| 2015      | с  | Агент Картер                        | Agent Carter                      | радиоведущий, озвучивание   |
| 2015      | ф  | Третий лишний 2                     | Ted 2                             | имперский штурмовик (камео) |
| 2015      | тф | Лавалантула                         | Lavalantula                       | пират Джек                  |
| 2016      | ф  | Йоганутые                           | Yoga Hosers                       | Андроникус Аркейн           |
| 2017      | мф | Лего Фильм: Бэтмен                  | The LEGO Batman Movie             | репортёр, озвучивание       |
| 2017      | ф  | Его собачье дело                    | Once Upon a Time in Venice        | бездомный мужчина           |
| 2018      | мс | Елена — Принцесса Авалора           | Elena of Avalor                   | Торп, озвучивание           |
| 2019      | ф  | Джей и Молчаливый Боб: Перезагрузка | Jay and Silent Bob Reboot         | Тед Андерхилл               |